# Ormet Sulci
Gli Ormet Sulci sono una struttura geologica della superficie di Tritone.